# Max Friedländer
Max Jakob Friedländer (Berlino, 5 luglio 1867 – Amsterdam, 11 ottobre 1958) è stato uno storico dell'arte tedesco, considerato uno dei più importanti studiosi di pittura fiamminga dei secoli XV e XVI.
La sua produzione scientifica, nonostante il lungo tempo trascorso dalla sua pubblicazione, è considerata ancora oggi un punto di riferimento imprescindibile per lo studio della primitiva pittura nederlandese.
La sua opera principale è Die altniederländische Malerei (1924-1937), mai tradotta in italiano, che,  con  Early Netherlandish Painting (1953) di Erwin Panofsky – opera anch'essa non tradotta in italiano –, costituisce una pietra miliare della letteratura storico-artistica sulla pittura fiamminga.